# Le Mans (film)
Le Mans är en amerikansk film regisserad av Lee H. Katzin från 1971, med Steve McQueen i huvudrollen. Filmen hade premiär den 23 juni 1971 och Sverigepremiär den 23 september samma år.

## Om filmen
Filmen utspelar sig på Circuit de la Sarthe i Le Mans, Frankrike, där Steve McQueen spelar den fiktiva racerföraren Michael Delaney som deltar i Le Mans 24-timmars. Filmen innehåller ganska lite dialog, utan visar till största delen bilder från själva tävlingen. Musiken är skriven av Michel Legrand.
Svenska skådespelerskan Louise Edlind, känd från bland annat Vi på Saltkråkan, medverkar i filmen. Racerföraren David Piper agerade stuntförare i en av de bilar som kraschar i filmen. Utgången av kraschen blev allvarlig och Piper tvingades amputera nedre delen av sitt ben.

## Rollista (i urval)
- Steve McQueen – Michael Delaney
- Siegfried Rauch – Erich Stahler
- Elga Andersen – Lisa Belgetti
- Ronald Leigh-Hunt – David Townsend
- Fred Haltiner – Johann Ritter
- Luc Merenda – Claude Aurac
- Christopher Waite – Larry Wilson
- Louise Edlind – Anna Ritter
- Angelo Infanti – Lugo Abratte
- Jean-Claude Bercq – Paul-Jacques Dion
- Michele Scalera – Vito Scaliso
- Gino Cassani – Loretto Fuselli
- Alfred Bell – Tommy Hopkins
- Carlo Cecchi – Paolo Scadenza